# Hopperia communis
Hopperia communis is een rondwormensoort uit de familie van de Comesomatidae. De wetenschappelijke naam van de soort is voor het eerst geldig gepubliceerd in 2006 door Gagarin & Thanh.